# Virtual Console

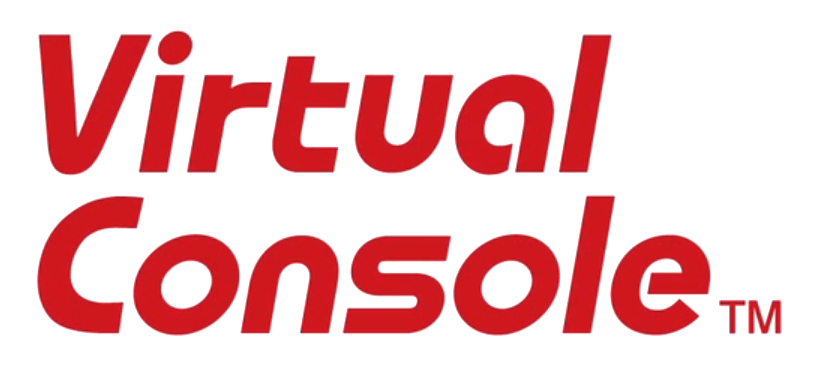
El logotip de la Virtual Console per a la Nintendo 3DS.

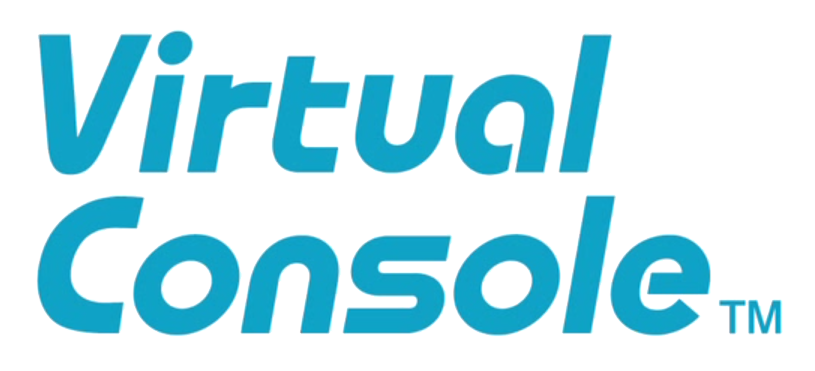
El logotip de la Virtual Consoler per a la Wii U.

Virtual Console (o "Consola Virtual") és un servei de Nintendo per a la consola Wii, per a Nintendo 3DS i per a la Wii U.

## Wii
Virtual Console és un servei de descàrrega de videojocs clàssics ofert per Nintendo per a la seua videoconsola Wii. Segons paraules del president de Nintendo Satoru Iwata, la Consola Virtual suposa als videojocs el que la iTunes Store d'Apple suposa a la música. El servei ofereix a l'usuari jocs per a descarregar de les antigues videoconsoles de Nintendo (NES, Super Nintendo i Nintendo 64) i també de Sega Mega Drive, Neo-Geo, TurboGrafx-16 i Sega Master System, així com de l'ordinador Commodore 64.

### Preu
El 14 de setembre del 2006, Nintendo revelà el preu en iens dels jocs que apareixerien en la Consola Virtual japonesa a un preu de JP¥500 per als títols de NES, JP¥800 per als títols de la Super Nintendo i de JP¥1000 per als títols de la Nintendo 64 podent-se comprar els punts mitjançant targeta de crèdit o per targetes "Wii Points" (punts wii) (les quals es venen en qualsevol establiment). En els Estats el preu en dòlars seria $19,99 per a una targeta Wii Point de 2.000 punts mentre que el preu dels jocs seria d'US$5, US$8 i US$10, respectivament.
| País                                                              | NES     | SNES    | N64       | Mega Drive/Genesis  | TurboGrafx-16 | MSX  | Neo-Geo | Commodore 64 | Master System |
| ----------------------------------------------------------------- | ------- | ------- | --------- | ------------------- | ------------- | ---- | ------- | ------------ | ------------- |
| Wii Points                                                        | 500-600 | 800-900 | 1000-1200 | 800+ (600+ en Japó) | 600+          | 700+ | 900+    | 500          | 500           |
| Aràbia Saudita (amb punts comprats a través de targetes de punts) | $8,4    | $13,4   | $17       | $13,4               | $10           | -    | -       | -            | -             |
| Austràlia                                                         | $7,50   | $12     | $15       | $12                 | $9            | -    | -       | -            | -             |
| Canadà                                                            | $6,25   | $10     | $12,50    | $10                 | $7,50         | -    | -       | -            | -             |
| Estats Units                                                      | $5      | $8      | $10       | $8                  | $6            | -    | -       | -            | -             |
| Eurozona                                                          | €5-6    | €8-9    | €10-12    | €8                  | €6            | €7   | €9      | €5           | €5            |
| Japó                                                              | ¥500    | ¥800    | ¥1000     | ¥600                | ¥600          | ¥700 | ¥900    | -            | -             |
| Nova Zelanda                                                      | $9      | $14,40  | $18       | $14,40              | $10,80        | -    | -       | -            | -             |
| Regne Unit (amb punts comprats en línia)                          | £3,50   | £5,60   | £7,00     | £5,60               | £4,20         | -    | -       | -            | -             |
| Regne Unit (amb punts comprats a través de targetes de punts)     | £3,75   | £6,00   | £7,50     | £6,00               | £4,50         | -    | -       | -            | -             |
| Singapur (els punts comprats a través de targetes de punts)       | $9,50   | $15,20  | $19       | $15,20              | $11,40        | -    | -       | -            | -             |
| Suècia (aproximadament)                                           | 46 SEK  | 74 SEK  | 92 SEK    | 74 SEK              | 55 SEK        | -    | -       | -            | -             |

### Emmagatzematge i controls

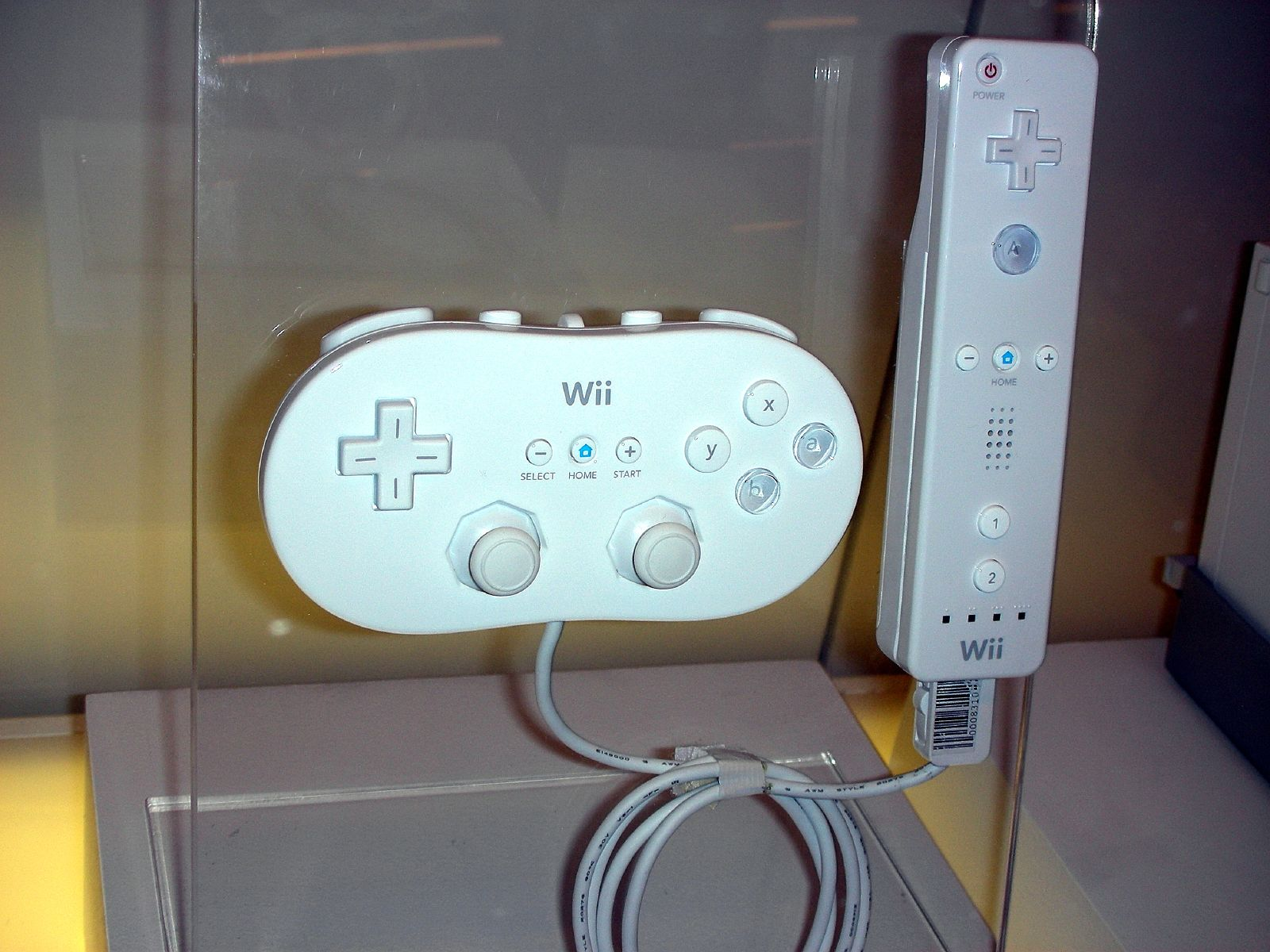
El comandament clàssic que pot ser usat amb tots els jocs de la Consola Virtual

Els jocs descarregats des del catàleg de la Consola Virtual poden ser emmagatzemats tant en la memòria flash interna que té la consola de 512 MB com en memòries SD inserides en la ranura frontal de Wii. Si la memòria interna de la consola s'omple, els jocs descarregats es poden eliminar per a poder jugar a altres jocs, ja que no hi ha problema en descarregar-se de nou a la memòria sense necessitat de tornar a pagar pels jocs ja comprats sense cost addicional (a menys que un esborre el seu compte del Canal Botiga Wii). Cada joc descarregat és exclusiu a una Wii sense poder ser jugat en altra Wii amb el mateix joc, ja que van xifrats amb un codi únic de cada consola.
La Consola Virtual té restricció per regions, és a dir, cada regió (la regió europea, americana i japonesa, entre altres) consta d'uns jocs que solen diferir en altres regions. Normalment els jocs que apareixen primer en una regió (normalment és la japonesa) solen aparèixer més tard en les altres.
Els jocs de la Consola Virtual poden ser jugats utilitzant tres controls distints. Pot usar-se només el Comandament de Wii (sense utilitzar un comandament afegit) per a jugar amb jocs de la NES, TurboGrafx-16 i alguns jocs de la Sega Mega Drive/Genesis. El "Classic Controller" més conegut com a comandament clàssic, (el qual es ven separat de la consola) pot ser usat amb tots els jocs de la Consola Virtual mentre que el comandament de la Nintendo GameCube pot ser usat amb tots els jocs d'un sistema de Nintendo.
Tots els jocs de la Consola Virtual venen amb una configuració predeterminada en cada comandament encara que aquesta configuració la podem canviar.
Com curiositat cap destacar que el joc Bomberman '93 té suport per a 5 jugadors havent de combinar els comandaments de Wii amb els comandaments de la GameCube para poder jugar tots, és a dir, almenys un jugador ha de jugar amb un comandament de la GameCube, altre amb un comandament de Wii amb el comandament clàssic mentre que els altres tres poden jugar amb el comandament que vulguen. Altra curiositat és que si un compara el comandament de Wii en posició horitzontal amb un comandament de NES són quasi idèntics.

### Participació de tercers en suport
Empleats de Nintendo han especulat que els problemes de llicència seran un factor predominant en la determinació de si un joc està disponible per a la Consola Virtual, donant els exemples de GoldenEye 007 i jocs com Tetris que podria ser massa costós de llicència per a la Consola Virtual. Tecmo ha anunciat que pensa "agressivament" donar suport a la Consola Virtual per a tornar a generar l'alliberament de jocs clàssics com Ninja Gaiden, Rygar, i Tecmo Bowl. Tecmo fou el primer dels desenvolupadors tercers de posar en llibertat un joc per la Consola Virtual (Solomon's Key de la NES). Des de llavors, Capcom i Konami, entre d'altres, també han posat en llibertat títols.
Matt Casamassina d'IGN informà que els títols de Rare que no posseïsquen personatges de Nintendo, com Banjo-Kazooie, no estaran disponible per a la compra, a causa de l'adquisició de Rare per part de Microsoft, però Rare ha insinuat la possibilitat de tals títols que apareguen en la Consola Virtual. SNK Playmore ha anunciat la intenció d'alliberar la sèrie Samurai Shadown i alguns altres jocs per la consola virtual.